# 린다 김

린다 김(본명 김귀옥, 영어: Linda Kim, 1953년 11월 27일 ~ )은 대한민국 경상북도 청도군 출신의 무기 로비스트로 잘 알려져 있다.

## 학력
- 구래초등학교 졸업
- 한양대학교 사범대학 부속여자중학교 졸업
- 숙명여자고등학교 중퇴

## 경력
- PPT 설립
- 미국 코리아타운 플라밍고 운영
- 미국 로스엔젤레스 JJ그랜드호텔 운영
- 이스라엘 IAI 로비스트
- 미국 E-시스템 로비스트
- IMCL 설립

## 저서
- 코코펠리는 쓸쓸하다

## 가족 관계
- 아버지: 김무준
- 어머니: 정재임